# Indicatif régional 574

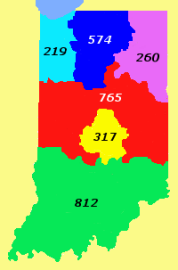
Carte de l'État de l'Indiana avec les territoires de ses indicatifs régionaux. L'indicatif régional 574 est en bleu.

L'indicatif régional 574 est l'un des indicatifs téléphoniques régionaux de l'État de l'Indiana aux États-Unis. Cet indicatif couvre un territoire situé au nord de l'État.
La carte ci-contre indique en bleu le territoire couvert par l'indicatif 574.
L'indicatif régional 574 fait partie du Plan de numérotation nord-américain.

## Principales villes desservies par l'indicatif
L'indicatif couvre la région métropolitaine de South Bend incluant les villes suivantes :
- South Bend ;
- Mishawaka ;
- Elkhart ;
- Goshen ;
- Plymouth ;
- Warsaw.

## Source
- (en) Cet article est partiellement ou en totalité issu de l’article de Wikipédia en anglais intitulé « Area code 574 » (voir la liste des auteurs).